# Caryomyia lenta
Caryomyia lenta är en tvåvingeart som beskrevs av Gagne 2008. Caryomyia lenta ingår i släktet Caryomyia och familjen gallmyggor. Inga underarter finns listade i Catalogue of Life.